# والزلی ۴/۴۴
والزلی ۴/۴۴ (Wolseley ۴/۴۴) خودرویی است که در سال‌های ۱۹۵۳ تا ۱۹۵۶۲۹،۸۴۵ تولید شده‌است. عرض آن در حالت طبیعی ۶۱ اینچ (۱٬۵۰۰ میلیمتر) است. 
موتور آن ۱۲۵۰ سی‌سی است.